# Lobianchia gemellarii
Lobianchia gemellarii és una espècie de peix de la família dels mictòfids i de l'ordre dels mictofiformes. No té nom popular

## Morfologia
- Els mascles poden assolir 6 cm de longitud total.[3][4]

## Reproducció
- És ovípar amb larves i ous planctònics.[5]
- Assoleix la maduresa sexual en arribar als 40-45 cm de llargària.[6]

## Hàbitat
És un peix marí i d'aigües profundes que viu entre 25-800 m de fondària.

## Distribució geogràfica
Es troba a l'Atlàntic, la Mediterrània (tan sols alguns registres), l'Índic i el Pacífic.